# Кесьма (село)
Кесьма́ (карел. Kečemi) — село в Весьегонском районе Тверской области. На начало 2008 года население — 585 жителей. Административный центр Кесемского сельского поселения, образованного в 2005 году.

## Географические данные
Село Кесьма расположено в 38 км к юго-западу от города Весьегонска, на левом берегу реки Кесьмы, на шоссе Тверь-Весьегонск.

## Общие данные
Село Кесьма в 1935—1956 гг. — центр Овинищеского района. Центральная усадьба колхоза «Новая жизнь». Название по гидрониму — реке Кесьма.
Главой администрации является Красикова Галина Витальевна  Тел. 3-32-71.

## История
Первое упоминание о Кесьме можно найти в Рогожском летописце под 1372 годом: "А князь великий Михаил Александрович, послав братанича своего князя Дмитрея Еремеевича и воевод своих ратию и взял Кистьму. И воевод кистемских, Ивановых детии Шенуровых Андрея, Давида и Бориса, изнимав, приведоша в Тферь к великому князю Михаилу". Речь идёт об одном из эпизодов борьбы между Москвой и Тверью. Доктор исторических наук К. А. Аверьянов считает, что Кесьма была приданным московской княжны Софьи Юрьевны, ставшей в 1320 году женой тверского князя Константина Михайловича. Но поскольку брак был бездетен, Кесьма должна была после смерти Софьи вернуться в состав московских земель, что и вызвало тверской поход 
Первое упоминание о Кесьме в документах московских князей относится к 1423 году: великий князь московский Василий I завещал своей жене Софье «промысел — волость Кистьму (Кесьму) в Бежецком Верхе». В XIX веке село Кесьма было центром Кесемской волости Весьегонского уезда Тверской губернии. В селе была Рождество-Богородицкая церковь.
Осенью 1941 года в непосредственной близости от с. Кесьма началось строительство аэродрома, объекта специального строительства № 646. Аэродром возводился очень быстро и к зиме 1941—1942 годов практически был построен. Судя по протяжённости взлётно-посадочной полосы (почти до д. Можайка), он предназначался для фронтовой авиации. Во время войны практически не использовался. В мирное время данное поле использовалось эпизодически, главным образом гражданской авиацией.
1950—1960-е годы были для с. Кесьма успешными в развитии народного образования, медицины. Кесемская средняя школа давала прочные знания выпускникам десятилетки.
В 1990—2000-е года в селе наметилось устойчивое сокращение численности населения. В этот период так же происходило сокращение объёмов производства в колхозе «Новая жизнь» и падение платёжеспособности колхозников и работников других организаций.
|                       | 1858 | 1889 | 1931 | 1963 | 1993 | 2008 |
| --------------------- | ---- | ---- | ---- | ---- | ---- | ---- |
| Количество дворов     | 47   | 73   | 122  | 309  | 308  | 238  |
| Численность население | 305  | 403  | 496  | 881  | 710  | 585  |

| 1859 | 1889 | 1919 | 1931 | 1939 | 1963 | 1993 |
| ---- | ---- | ---- | ---- | ---- | ---- | ---- |
| 375  | ↗403 | ↗499 | ↘496 | ↗889 | ↘881 | ↘710 |
| 1997 | 2010 |      |      |      |      |      |
| ↘661 | ↘614 |      |      |      |      |      |

## Социальная инфраструктура
- Детский сад
- МОУ Кесемская средняя школа (директор школы Гнедина Галина Павловна, тел. 3-32-61)
- Библиотека
- Сельский Дом культуры
- Памятник природы — усадебный парк «Пруды»
- Магазины (три коммерческих, один кооперативный)
- Интернат для престарелых (с 2006 года)
- Амбулатория

## Экономика
На территории села размещается колхоз «Новая жизнь».
В течение нескольких десятков лет передовое хозяйство не только района, но и области. Неоднократно становилось победителем социалистического соревнования и награждалось переходящим Красным Знаменем, Почётными грамотами, ценными подарками. За успех в развитии сельскохозяйственного производства многие из тружеников колхоза были удостоены высоких правительственных наград.
В 1990 году в хозяйстве трудилось 287 человек. Площадь сельхозугодий — 4238 га, поголовье крупного рогатого скота — 2448, свиней — 33, овец — 170. Среднегодовая урожайность сельскохозяйственных культур в 1986—1990 года составляла: зерновых — 19,7 ц/га; картофеля — 108,4 ц/га; льноволокна — 1,0 ц/га. Надой на одну корову — 2471 кг.
На 2009 год в колхозе имелось 1309 голов крупного рогатого скота, 593 коровы, 23 головы свиней, 11 лошадей, всего посевов — 2476 га, чистые пары — 174 га, 840 га — зерновых, трудятся 140 работников.